# الیسلی، کازلوک
الیسلی، کازلوک (به لاتین: Alıçlı, Kozluk) یک منطقهٔ مسکونی در ترکیه است که در استان باتمان واقع شده‌است.

## خصوصیات
الیسلی ۱٬۰۵۹ نفر جمعیت دارد.